# Petr Mareš (fotbalista)
Petr Mareš (* 17. ledna 1991 Planá) je český profesionální fotbalista, který hraje na pozici levého obránce za lotyšský klub FK RFS. Mezi lety 2016 a 2017 odehrál také tři zápasy v dresu české reprezentace.

## Klubová kariéra
Petr Mareš je odchovancem pražské Slavie, kam zamířil po letech strávených v mládežnických výběrech mužstev TJ Chodský Újezd a FK Tachov. Sezónu 2009/10 začal v B-týmu "Sešívaných". Svými výkony upozornil i tehdejšího trenéra prvního mužstva Karla Jarolíma a v prosinci 2009 pak při absenci mnoha hráčů A-týmu dostal šanci také v Evropské lize UEFA, když odehrál devět minut zápasu proti italskému FC Janov. V létě 2010 byl na testech v týmu tehdejšího nováčka nejvyšší soutěže, v klubu FK Ústí nad Labem. Nakonec v červenci 2010 odešel na hostování do mužstva FC Hlučín. V podzimní části sezony 2011/12 hostoval v Graffinu Vlašim. Na jaře 2012 byl v kádru Slavie B a léčil si zranění. V létě 2012 přestoupil do Viktorie Žižkov.

### FC Hradec Králové
Před sezonou 2014/15 zamířil do klubu FC Hradec Králové, kam odešel na přestup.

#### Sezona 2014/15
Svůj první start za Hradec Králové si připsal v ligovém utkání 1. kola hraného 26. 7. 2015 proti FK Teplice (remíza 0:0), odehrál celý zápas. Proti stejnému soupeři vstřelil v posledním 30. kole svůj první gól v sezoně a zároveň v nejvyšší soutěži, když se v 52. minutě prosadil z pokutového kopu. Utkání skončilo výhrou 3:1. Hradec na jaře 2015 sestoupil do 2. ligy. V ročníku 2014/15 odehrál 21 ligových střetnutí.

#### Sezona 2015/16
Celkem v sezoně vsítil čtyři, všechny z penalt. Pokutový kop proměnil v 10. kole proti SFC Opava (výhra 1:0), ve 20. kole proti 1. SC Znojmo (výhra 3:1), ve 22. kole proti FC Sellier & Bellot Vlašim (výhra 2:0). a ve 25. kole proti FK Slavoj Vyšehrad (výhra 2:0). S mužstvem postoupil zpět do české nejvyšší soutěže, když jeho klub ve 28. kole hraném 17. 5. 2016 porazil FK Baník Sokolov 2:0 a 1. SC Znojmo, které bylo v tabulce na třetí pozici, prohrálo s FC Sellier & Bellot Vlašim. V ročníku 2015/16 nastoupil dohromady k 20 utkáním v lize.

#### Sezona 2016/17
Poprvé v sezoně se střelecky prosadil ve 2. kole hraném 6. 8. 2016 proti FK Jablonec, když v 86. minutě snížil z přímého volného kopu střelou k tyči na konečných 1:2. Za Hradec odehrál v daném ročníku v lize pouze čtyři střetnutí, protože následně zamířil do Mladé Boleslavi.

### FK Mladá Boleslav
V září 2016 přestoupil z Hradce Králové do mužstva FK Mladá Boleslav, kde podepsal tříletý kontrakt, a přišel jako náhrada za dlouhodobě zraněného Jakuba Radu. Opačný směrem zamířil na hostování s opcí Roman Polom. V Mladé Boleslavi si odbyl premiéru 10. září 2016 v 6. kole proti AC Sparta Praha (remíza 2:2). Odehrál 88 minut a podílel se na obou boleslavských gólech. Svůj první gól v mladoboleslavském dresu vsítil 22. října 2016 v ligovém utkání 11. kola proti Zbrojovce Brno (remíza 3:3).

## Klubové statistiky
Aktuální k 5. září 2016
| Sezona  | Klub                      | Soutěž             | Zápasy | Góly |
| ------- | ------------------------- | ------------------ | ------ | ---- |
| 2009/10 | SK Slavia Praha           | Gambrinus liga     | 1      | 0    |
| 2010/11 | FC Hlučín (host.)         | 2. liga            | 11     | 2    |
| 2010/11 | SK Slavia Praha           | Gambrinus liga     | 0      | 0    |
| 2011/12 | FC Graffin Vlašim (host.) | 2. liga            | 15     | 1    |
| 2011/12 | SK Slavia Praha           | Gambrinus liga     | 0      | 0    |
| 2012/13 | FK Viktoria Žižkov        | 2. liga            | 22     | 4    |
| 2013/14 | FK Viktoria Žižkov        | FNL                | 24     | 1    |
| 2014/15 | FC Hradec Králové         | Synot liga         | 21     | 1    |
| 2015/16 | FC Hradec Králové         | FNL                | 20     | 4    |
| 2016/17 | FC Hradec Králové         | ePojisteni.cz liga | 4      | 1    |
| 2016/17 | FK Mladá Boleslav         | ePojisteni.cz liga |        |      |

## Reprezentační kariéra
Petr Mareš prošel reprezentačními týmy České republiky věkových kategorií do 16, 17, 18 a 19 let.
15. 11. 2016 si odbyl pod trenérem Karlem Jarolímem debut v A-mužstvu ČR, když v přátelském utkání hraném v Mladé Boleslavi proti reprezentaci Norska (remíza 1:1) nastoupil na posledních 43 minut.

### Reprezentační zápasy
Zápasy Petra Mareše v A-týmu české reprezentace
| 2016                 | 1 | 0 |
| Celkem               | 1 | 0 |
| Platí k 25. 12. 2016 |   |   |

## Osobní život
Jeho vzor je volejbalista Ondřej Smažinka.